# Matelea stergiosii
Matelea stergiosii är en oleanderväxtart som beskrevs av G. Morillo. Matelea stergiosii ingår i släktet Matelea och familjen oleanderväxter. Inga underarter finns listade i Catalogue of Life.